# Jean Volders
Jean Volders (Bruxelles, 8 octobre 1855 - Schaerbeek, 13 mai 1896) est un journaliste et homme politique belge est l’un des fondateurs et premiers dirigeants  du Parti ouvrier belge et du journal Le Peuple, organe du parti, dont il fut le rédacteur en chef.

## Biographie
Né à Bruxelles le 8 octobre 1855, Jean Volders est issu d'une famille d'artisans. Initialement, il était banquier, jusqu'en 1883 où les circonstances de la vie et ses ambitions le poussèrent à faire son entrée dans le monde politique. Dès lors, il devint un politicien socialiste de renom ayant eu un impact considérable sur l'histoire de la politique en Belgique. En effet, il est l'un des fondateurs du Parti ouvrier belge. De plus, il fut le rédacteur en chef du journal "Le National belge", et faisait également partie du quotidien syndicaliste surnommé "Le Peuple".
Connu pour avoir investi le plus clair de son temps et de son énergie dans des projets politiques et journalistiques afin d'améliorer les conditions de vie de la population belge, Jean Volders mourût au jeune âge de quarante ans, le 13 mai 1896,.

## Vie politique

### Ses débuts
Issu d’un milieu modeste, Jean Volders se sentait concerné par les conditions de vie et les droits du peuple, plus particulièrement des masses ouvrières. Ainsi, son principal but était de sensibiliser ces dernières via la presse et la politique. Cet objectif a été bien plus qu’accompli, étant donné qu’à l’issue de ses dix années de militantisme acharné, il est l’homme politique du XIXe siècle ayant marqué le plus d’esprits dans les masses ouvrières,.
Il était un fervent croyant de l’efficacité de la lutte politique sur l’amélioration des conditions de travail des ouvriers. Ainsi, il a toujours eu des positions politiques très assumées. En effet, avant de devenir un socialiste confirmé, il adhérait au libéralisme progressiste. Par la suite, il fut partisan de l’Association générale ouvrière où il fit face à la rencontre des socialistes et libéraux. Dès lors, il se sentit concerné par leurs idées et commença à soutenir la cause socialiste.

### Carrières

#### Journalistique
À l’âge de 28 ans, Jean Volders faisait ses premiers pas dans le domaine journalistique. Ainsi, sa carrière démarra lors de son entrée au journal « le National belge ». Ce dernier fut créé en 1880 par Henri Boland, jusqu’à ce que Gabriel Marchi devienne le nouveau propriétaire en le lui rachetant. Quatre ans plus tard, en 1884, pour des raisons politiques, à savoir la revendication des idées véhiculées dans le « manifeste républicain », tous les journalistes de nationalité française, dont le propriétaire Gabriel Marchi furent expulsés du territoire belge. Cela aidera Jean Volders à étoffer sa crédibilité, car il sera nommé rédacteur en chef du journal en question. Tout cela se passera assez rapidement, étant donné que son premier article paraissait dans ce même journal à peine une année auparavant, à savoir le 18 juillet 1883. Malgré la volonté de maintenir son actualité, Jean Volders sera obligé de reconnaitre la fin définitive du journal,.
Après la chute du journal qui lui a permis de prendre de l’essor, Jean Volders ouvrit une publication hebdomadaire surnommée « La République ». Cependant, elle ne connaitra que quatre publications, dont la dernière portait sur l’annonce d’une fusion avec « La Voix de l’Ouvrier ». Tout cela aboutira à la création du journal « Le Peuple », duquel Jean Volders était rédacteur en chef.

#### Politique

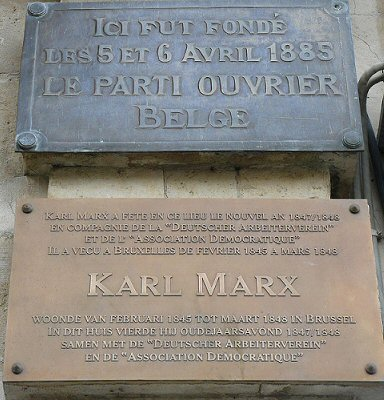
Parti ouvrier belge (POB), dont Jean Volders est l'un des fondateurs.

Son investissement personnel, professionnel et politique à l’égard des activités qu’il a entreprises, a engendré une influence non négligeable sur le monde politique belge du XIXe siècle. Quelles que soient ses intentions, elles ont toujours abouti à des projets concrets.
En 1884, il faisait partie de la ligue républicaine. Cette dernière fut initialement créée afin d’exprimer le mécontentement du peuple belge face à la campagne politique agressive du roi Léopold II. Ainsi, en septembre de cette même année, accompagné d’un bon nombre de membres, Jean Volders signait un manifeste sollicitant le suffrage universel, projet qui aboutira en 1921. De plus, à la suite des inquiétudes de la monarchie de l’époque, l’établissement de la république avait également été réclamé au sein de ce manifeste. Cependant, cette deuxième demande n’a pas eu de suite, et a d’ailleurs tellement été désapprouvée par l’État qu’elle fut l’occasion légitime pour le parquet de se méfier de cette ligue républicaine, qui selon lui complotait contre la sécurité de l’État en voulant faire tomber la monarchie afin de la remplacer par la république. Dès lors, Jean Volders fut soumis à des perquisitions dans le cadre d’un contentieux portant sur un potentiel complot mené par lui-même et plusieurs journalistes français, ayant d’ailleurs été expulsés du territoire belge,,.
L’hiver particulièrement rude des années 1884-85 fut synonyme de divers dégâts sociaux, tels que la misère et le chômage. Cela poussa Jean Volders à sensibiliser le peuple dépourvu de travail afin de le motiver. Dès lors, sa qualité d’orateur hors pair se fit ressentir et il ne cessa de s’en servir. Malheureusement, à défaut d’avoir suffisamment de temps à consacrer à cette cause, et à la suite de menaces provenant de son patron, selon lesquelles il serait viré s’il ne cessait pas ses campagnes, il fut contraint de renoncer à son travail de banquier pour ainsi se livrer totalement à la propagande.
Le parti ouvrier belge à la tête duquel Jean Volders menait à bien toutes les luttes, dont plus spécifiquement celle du suffrage universel, a vu le jour en 1885. Il s’agit d’un groupement politique qui découle d’associations ouvrières et démocratiques faisant cohabiter divers courants socialistes. La création de ce parti fut décidée dans un congrès organisé par un ouvrier tailleur qui s’appelait Boone, à Bruxelles, au Cygne, dans lequel il regroupa sans faire aucune distinction les sociétés ouvrières. La prise de décision concernant le nom du parti caractérisa la rencontre du premier problème. Cela entraina de vifs débats au sein desquels une constatation évidente en découlait : tous les groupes se rejoignaient quant à l’action politique qui devait être menée par le parti. Cependant, les divergences d’idéologies et de tactiques des délégués politiques freinaient la résolution du problème rencontré, à savoir le choix d’un nom définissant le mieux possible l’idéologie politique du parti en question. À cet effet, les Gantois estimaient que le « Parti socialiste belge » ne nécessitait pas un changement de nom, tandis que les Bruxellois souhaitaient abandonner le terme « socialiste » pour des raisons subjectives selon lesquelles ce mot pouvait avoir une connotation effrayante pour des personnes ne connaissant pas les objectifs politiques du parti. Jean Volders, en tant que délégué, accompagné de son collègue et mentor César de Paepe, insistèrent pour acquérir la résignation des socialistes, à la suite de quoi ceux-ci cédèrent. Les arguments avancés par Jean Volders et César de Paepe lors d’une réunion ont conclu la problématique, et le nom « Parti ouvrier belge » fut ainsi trouvé,,.
Ayant un franc succès auprès de la population belge, le Parti ouvrier de Belgique fondait son mouvement sur une revendication perpétuelle d’amélioration des conditions de travail des employés.
Bien qu’ayant vécu sa cause de manière entière sur le plan politique, journalistique et personnel, Jean Volders n’a pas eu la chance de voir tous ses efforts se concrétiser. En effet, son décès l’en a empêché car la victoire des socialistes n’a vu le jour que postérieurement à celui-ci.

## Publications

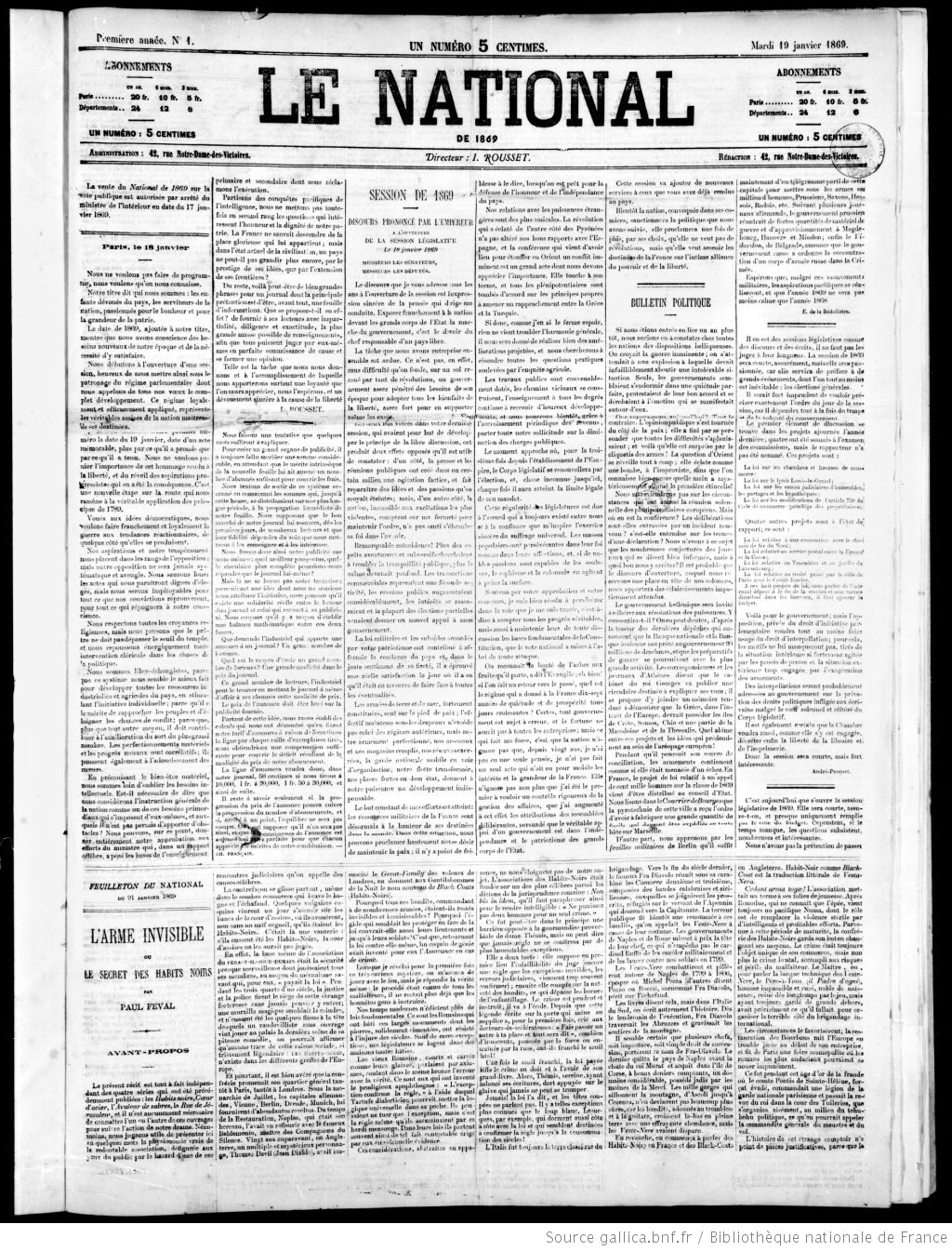
Une du premier numéro du journal "Le National" datant du 19 janvier 1869.

Comme dit précédemment, Jean Volders fut le rédacteur en chef des journaux « Le Peuple », et « Le National belge ». Au travers des 1422 éditoriaux qu’il a rédigés tout au long de sa carrière journalistique, il est l’auteur auquel fut reconnu l’art de la polémique et de l’injure. Il est l’auteur de nombreux articles de presse ayant eu de grands impacts sur le monde journalistique et politique de l’époque. De plus, il est à l’initiative d’un petit ouvrage rédigé en mémoire de Jules Malou, un politicien belge décédé en 1886. Son militantisme acharné l’a également poussé à écrire « Le peuple et le suffrage universel », une brochure propagandiste créée dans le but de faire valoir les qualités du suffrage universel pour la manifestation du 10 août 1890. Quoi qu’il en soit, Jean Volders, plus connu comme étant un excellent orateur, n’en perd pas sa qualité d’écrivain dont l’humour et le satyrisme remplissaient la plume,.

## Postérité
À Bruxelles, hommage à cet homme politique voué à la cause des masses ouvrières. À cet effet, une avenue porte son nom dans la commune de Saint-Gilles,.
Les sources évoquant le travail acharné de ce politicien socialiste sont malheureusement peu nombreuses. Ceci est sans doute dû au fait que Jean Volders ne fut ni un théoricien du socialisme, ni un écrivain de renom, étant donné qu’il n’est que l’auteur de simples articles et pamphlets. Il n’a également pas connu les joies du parlement car la mort s’empara de lui avant même que le parti socialiste gagne les élections législatives. Pour ces diverses raisons, Jean Volders ne fait pas l’objet, à l’heure actuelle, d’une grande reconnaissance. De surcroît, l’histoire pourrait laisser penser que les dirigeants socialistes ont, de manière volontaire, fait sombrer Jean Volders dans l’oubli et pour cause, il aurait effectivement été lors de sa vie, dans un état perpétuel de folie. Cela aurait même été utilisé par les partis adverses afin de déjouer sa légitimité dans le monde politique. Toutefois, les mérites de son travail ne sont pas moindres aux vues des changements et influences politiques desquels il est à l’initiative.
Il est inhumé au Cimetière de Bruxelles à Evere.